# Barcelona (revista)
Barcelona és una revista quinzenal argentina en format de diari de caràcter paròdic. Emula els punts baixos de la premsa argentina mitjançant notícies falses, que han arribat a provocar queixes i amenaces per part de la gent a causa del seu estil cru, irònic, àcid i ple d'humor negre.
Aquest fou el cas del número 88, publicat el 4 d'agost de 2006, en què apareixia a la primera plana la foto de Condoleezza Rice amb Ehud Olmert i un titular de mida exagerada dient: "TOLERANCIA: Una negra y un judío deciden el destino de la humanidad" (en català: "TOLERÀNCIA: Una negra i un jueu decideixen el destí de la humanitat"). Aquest número va provocar que més de mil persones, jueus argentins i israelians, enviessin cartes de protesta a la redacció de la revista. En un altre número posterior, el titular deia "ABORTO, Cada vez más mongólicas se dejarían violar amparándose en la ley blanda" ("AVORTAMENT, Cada cop més mongòliques es deixarien violar emparant-se en la llei tova") per ironitzar sobre les postures anti-avortament en un cas d'una discapacitada mental que havia estat violada i havia quedat embarassada a conseqüència de l'abús.
Barcelona es va inspirar en la revista francesa Charlie Hebdo d'estil humorístic semblant, i se l'ha comparat també amb la revista nord-americana The Onion, encara que els redactors no coneixien l'existència d'aquesta última abans del llançament de Barcelona, el primer número de la qual va sortir als carrers el 15 d'abril de 2004.
La idea havia estat plantejada l'any 2002, època d'una forta crisi econòmica a l'Argentina d'on la gent emigrava cap a països com Itàlia o Espanya, especialment a la ciutat de Barcelona. Precisament el títol de la revista és una paròdia de l'eslògan del diari Clarín "Un toque de atención para la solución argentina de los problemas argentinos" ("Un toc d'atenció per a la solució argentina dels problemes argentins"), ja que en el cas de la revista és "Barcelona: Una solución europea a los problemas de los argentinos" ("Barcelona: una solució europea als problemes dels argentins"). Degut a problemes econòmics no van poder llançar el diari fins al cap d'uns quants anys després de forma independent a 2,90 pesos, exceptuant un període entre setembre de 2003 i maig de 2004 en el que apareixia de franc com a suplement de la Revista TXT. Actualment el seu preu és de 3,40 pesos i té una difusió de 9.000 exemplars a la ciutat de Buenos Aires, i 6000 per a l'interior del país.